# Campeonato Asiático de Hockey sobre Patines de 2007
El XII Campeonato Asiático de Hockey sobre Patines se celebró en la ciudad india de Calcuta entre el 28 de noviembre y el 1 de diciembre de 2007 con la participación de cinco Selecciones nacionales masculinas de hockey patines, dentro de los Campeonatos de Asia de Patinaje, junto a los respectivos campeonatos asiáticos de otras modalidades de este deporte.
En esta edición se disputó el campeonato en sus modalidades masculina y femenina.

## Equipos participantes
Participaron cinco de las selecciones nacionales que habían disputado el anterior campeonato de 2005, excepto Corea del Sur, quinto clasificado en el campeonato anterior y que disolvió su selección nacional, no volviendo a competir desde entonces.
| Macao (1)    |
| Japón (2)    |
| India (3)    |
| Taiwán (4)   |
| Pakistán (6) |

## Resultados
El campeonato se disputó en dos fases, la primera mediante sistema de liga a una vuelta entre todos los participantes, y la segunda mediante semifinales y finales a partido único.

### Primera Fase
| Equipo   | Pts | PJ | PG | PE | PP | GF | GC | DG |
| -------- | --- | -- | -- | -- | -- | -- | -- | -- |
| Macao    | 12  | 4  | 4  | 0  | 0  | 36 | 14 | 22 |
| India    | 9   | 4  | 3  | 0  | 1  | 16 | 20 | -4 |
| Japón    | 6   | 4  | 2  | 0  | 2  | 15 | 15 | 0  |
| Pakistán | 1   | 4  | 0  | 1  | 3  | 14 | 23 | -9 |
| Taiwán   | 1   | 4  | 0  | 1  | 2  | 13 | 22 | -9 |

|          | MAC | IND  | JPN | PAK | TWN  |
| -------- | --- | ---- | --- | --- | ---- |
| Macao    | –   | 12–4 | 7–3 | 7–4 | 10–3 |
| India    |     | –    | 4–2 | 4–3 | 4–3  |
| Japón    |     |      | –   | 7–2 | 3–2  |
| Pakistán |     |      |     | –   | 5–5  |
| Taiwán   |     |      |     |     | –    |

### Semifinales
| Japón | 2  | India    | 6 |
| Macao | 10 | Pakistán | 4 |
| ----- | -- | -------- | - |

### Tercer y cuarto puestos
| Pakistán | 4 | India | 8 |
| -------- | - | ----- | - |

### Final
| Macao | 4 | Japón | 3 |
| ----- | - | ----- | - |

## Clasificación final
| 1. Macao    |
| 2. Japón    |
| 3. India    |
| 4. Pakistán |
| 5. Taiwán   |